# Arthonia fuscopurpurea
Arthonia fuscopurpurea är en lavart som först beskrevs av Louis René Tulasne, och fick sitt nu gällande namn av R. Sant. Arthonia fuscopurpurea ingår i släktet Arthonia och familjen Arthoniaceae.  Arten är reproducerande i Sverige. Inga underarter finns listade i Catalogue of Life.